# Медил
Мѐдил (на английски: Methil, на гаелски Maothcoille, в английски превод Boundary Wood, „Гранична гора“) е град в Източна Шотландия. Разположен е в област Файф на брега на залива Фърт ъф Форт, около устието на река Ливън. Първите сведения за града датират от 12 век. Областният център Гленродис се намира на 7 km на запад от Медил. Население 10 800 жители (2016 г.).

## Спорт
Представителният футболен отбор на града се казва ФК Ист Файф.

## Побратимени градове
- Холцминден, Германия